# 台东四路
台东四路是位于中华人民共和国山东省青岛市市北区中西部（即原台东区中部）的一条道路，以“台东”之名称加序数命名。该道路第一次日占时期（1914年－1922年）称，1923年改称台东四路，沿用至今。
台东四路是青岛老城区的一条近似东西向的道路。原道路全长804米，最宽处10米。1980年，该路因威海路展宽而被分隔成东西两段，之后又在陆续的楼群建筑被分隔成若干小段，且基本不再成一条直线错落排列。